# Royal Aircraft Factory R.E.1
El Royal Aircraft Factory R.E.1 fue un biplano monomotor biplaza experimental de antes de la Primera Guerra Mundial, ideado para desarrollar un avión de reconocimiento.

## Diseño y desarrollo
El primer esquema de nomenclatura sistemático usado por la Royal Aircraft Factory categorizaba por el diseño; por ejemplo, en el B.E.2, la B era por modelo Blériot o avión tractor, más la E por experimental. Unos pocos modelos, como el B.S.1, fueron designados brevemente con un sistema de diseño más utilidad (S por Scout, explorador), pero a finales de 1913, el B.S.1 se había convertido en el S.E.2 (Scout Experimental, explorador experimental), abandonando la letra del diseño. Los bosquejos iniciales de lo que llegaría a ser conocido como R.E.1 (Reconnaissance Experimental, reconocimiento experimental) fueron etiquetados como B.S.2. En este contexto el reconocimiento significaba biplaza, en oposición a los exploradores monoplazas.
En esa época, el reconocimiento o exploración estaba visto cómo el único propósito militar del avión. El R.E.1, completado en julio de 1913, fue descrito en los informes contemporáneos como pensado para los mismos propósitos que el B.E.2, usando el mismo motor, pero siendo un avión de un refinamiento más moderno. Era un biplano de un solo vano con envergaduras similares, alas de cuerda constante y sin flecha, pero con decalaje. La deformación del ala se usaba para el control lateral. El timón era similar al del B.E.2, redondeado y extendiéndose por debajo del fuselaje, pero se equipó con una aleta triangular que llegaba por delante del muy aflechado borde de ataque del plano de cola, también del estilo del B.E.2.
El fuselaje tenía los laterales planos, con una cubierta redondeada y alta, y esbelta en general hacia la parte de atrás. Las cabinas estaban en tándem, la del piloto en la parte trasera, con los laterales recortados hasta el final en la cubierta. Se sentaba por detrás del borde de fuga, con un recorte en el ala superior para mejorar la visibilidad. La cabina del observador estaba entre las alas y era menos alta. El motor Renault refrigerado por aire de 52 kW (70 hp) no tenía capota y movía una hélice de cuatro palas. El tren de aterrizaje de eje simple estaba unido a dos piezas longitudinales que discurrían hacia delante para servir como patines anticapotaje, fijadas al fuselaje mediante dos parejas de robustos soportes.
En septiembre de 1913, los únicos dos R.E.1 construidos, números de serie 607 y 608, permanecían en el Departamento de Vuelo de la Royal Aircraft Factory. Fueron ideados como máquinas experimentales y fueron muy modificadas. Un deseo era hacer que el avión fuese automáticamente estable, para que pudiera volarse sin manos y dar al piloto tiempo de observación. Aproximadamente un mes después de la terminación, el 607 dispuso de una extensión alar de alrededor de 61 cm, y el 608 fue probablemente construido con dicha extensión. En noviembre, el 607 disponía de cuatro aletas unidas a la superficie superior del ala superior, posicionadas sobre cada par de soportes interplanarios y por encima de cada uno de los soportes de la sección central; poco después, el 608 también dispuso de ellas, más una reducción del decalaje y de un timón agrandado y sin aleta. En la búsqueda de estabilidad, el 607, ahora con alerones reemplazando la deformación alar, dispuso de una serie de incrementos en el diedro. En marzo de 1914, pudo ser volado sin manos con unas “condiciones mínimas”. Más tarde, su decalaje también fue reducido y fue equipado con un plano de cola rectangular.
En mayo de 1914, el segundo R.E.1, número 608, fue transferido al RFC y, por un corto periodo de tiempo, llevó el número 362, aunque prestó servicio en la guerra, en agosto, como 608. Es posible que llevara un blindaje bajo el asiento, aunque sólo de un milímetro de grosor, pero sólo sobrevivió alrededor de una semana. El 607 permaneció en Farnborough y todavía trabajaba en febrero de 1915 realizando pruebas de fotografía y de radio.

## Especificaciones (envergadura corta)
Referencia datos: BruceBruce, 1992

### Características generales
- Tripulación: Dos (piloto y observador)
- Envergadura: 10,4 m (34,1 ft)
- Superficie alar: 29,3 m² (315,4 ft²)
- Peso vacío: 454 kg (1000,6 lb)
- Peso cargado: 717 kg (1580,3 lb)
- Planta motriz: 1× motor lineal V8 hacia arriba a 90°, refrigerado por agua Renault.
  - Potencia: 52 kW (72 HP; 71 CV)
- Hélices: De cuatro palas de madera de paso fijo

### Rendimiento
- Velocidad máxima operativa (Vno): 134 km/h (83 MPH; 72 kt)
- Régimen de ascenso: 3 m/s (591 ft/min)

## Aeronaves relacionadas

### Secuencias de designación
- Secuencia R.E._ (interna de Royal Aircraft Factory (Reconnaissance Experimental)): R.E.1 - R.E.2 - H.R.E.2 - H.R.E.3 →